# 拉加尔德 (伊泽尔省)
拉加尔德（法語：La Garde，法語發音：[la ɡaʁd]）是法国伊泽尔省的一个市镇，属于格勒诺布尔区。

## 地理
拉加尔德（45°4'8"N, 6°2'45"E）面积9.09 平方千米，位于法国奥弗涅-罗讷-阿尔卑斯大区伊泽尔省，该省份为法国东南部内陆省份，北起顺时针与安省、萨瓦省、上阿尔卑斯省、德龙省、阿尔代什省、卢瓦尔省和罗讷省。
与拉加尔德接壤的市镇（或旧市镇、城区）包括：维拉尔雷屈拉、欧里斯、瓦桑堡、于埃兹、奥镇。

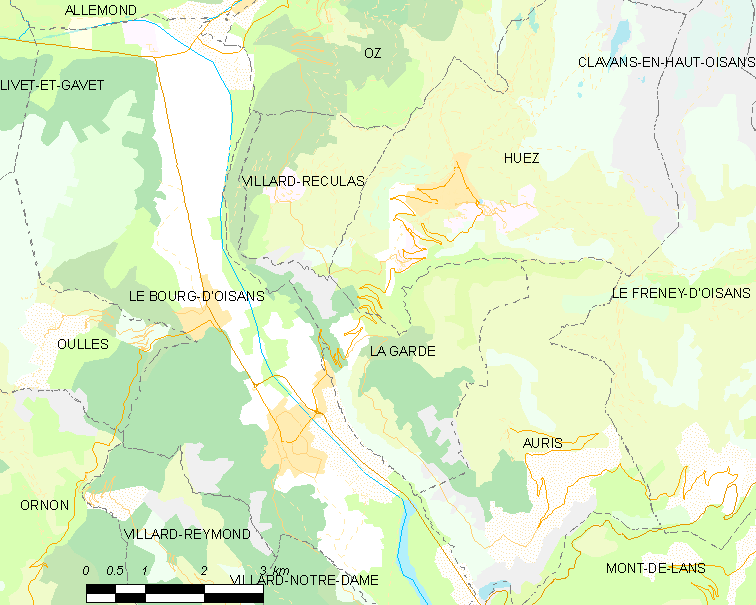
的OSM定位图

拉加尔德的时区为UTC+01:00、UTC+02:00（夏令时）。

## 行政
拉加尔德的邮政编码为38520，INSEE市镇编码为38177。

## 政治
拉加尔德所属的省级选区为瓦桑-罗曼什县。

## 人口

1962-2008年间人口变化图示

拉加尔德于2022年1月1日时的人口数量为97人。